# جایزه گرمی بهترین اجرای پاپ تک‌نفره
جایزه گرمی برای بهترین اجرای پاپ تک‌نفره (به انگلیسی: Grammy Award for Best Pop Solo Performance) یکی از جوایز جایزه گرمی است. این جایزه اولین بار در سال ۲۰۱۲ اهدا شد و به بهترین اجرای تک‌نفره (با کلام یا بی‌کلام) در سبک پاپ تعلق می‌گیرد.

## برندگان
| سال  | خواننده       | ملیت          | اثر                                  | نامزدها | منبع. |
| ---- | ------------- | ------------- | ------------------------------------ | --- | ----- |
| ۲۰۱۲ | ادل           | پادشاهی متحده | "یکی مثل تو"                         | - پینک — "بی‌نقص" | [ ۱ ] |

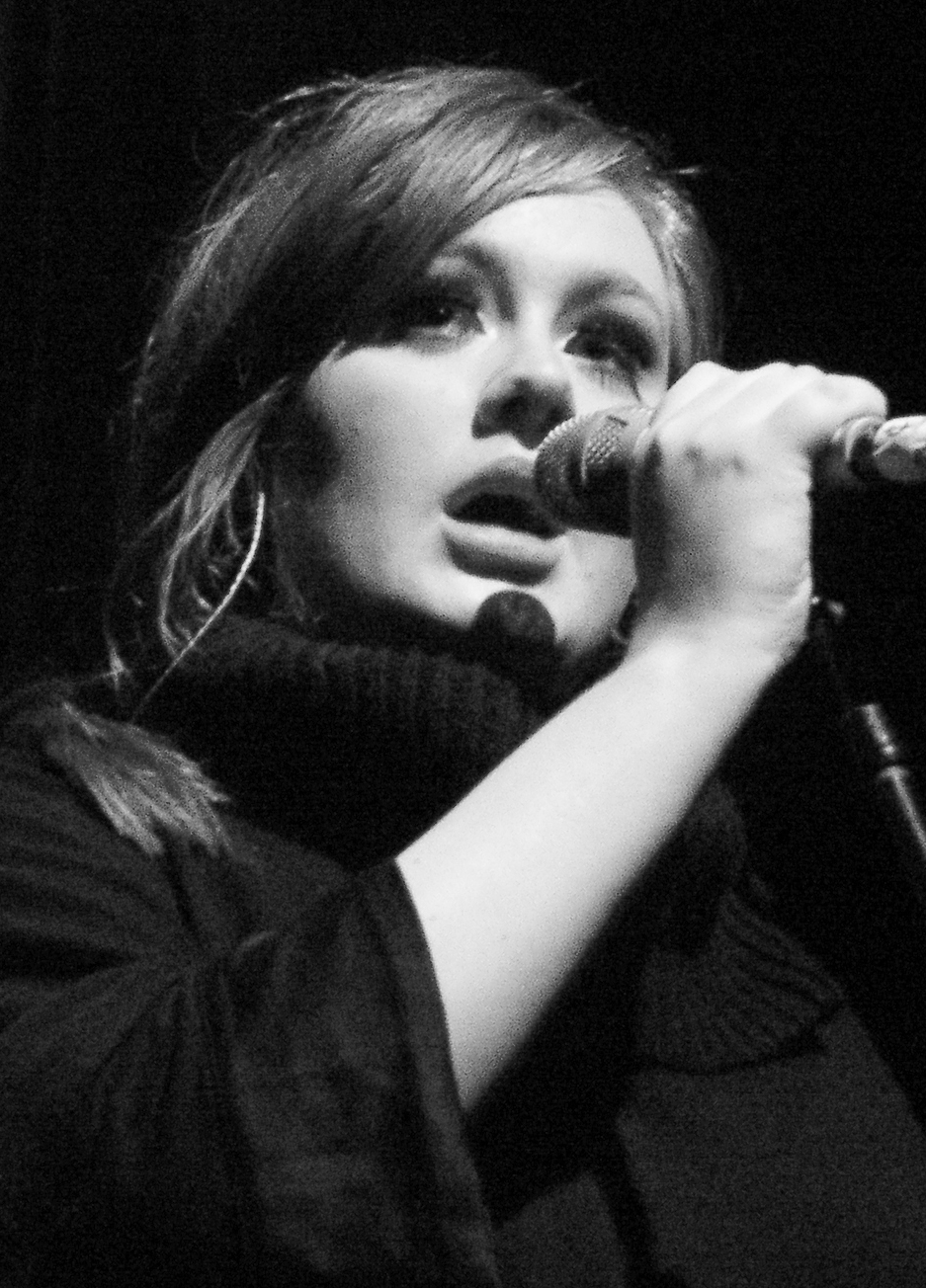
ادل با دو بار برنده‌شدن، بیشترین جایزه را در این بخش داراست.

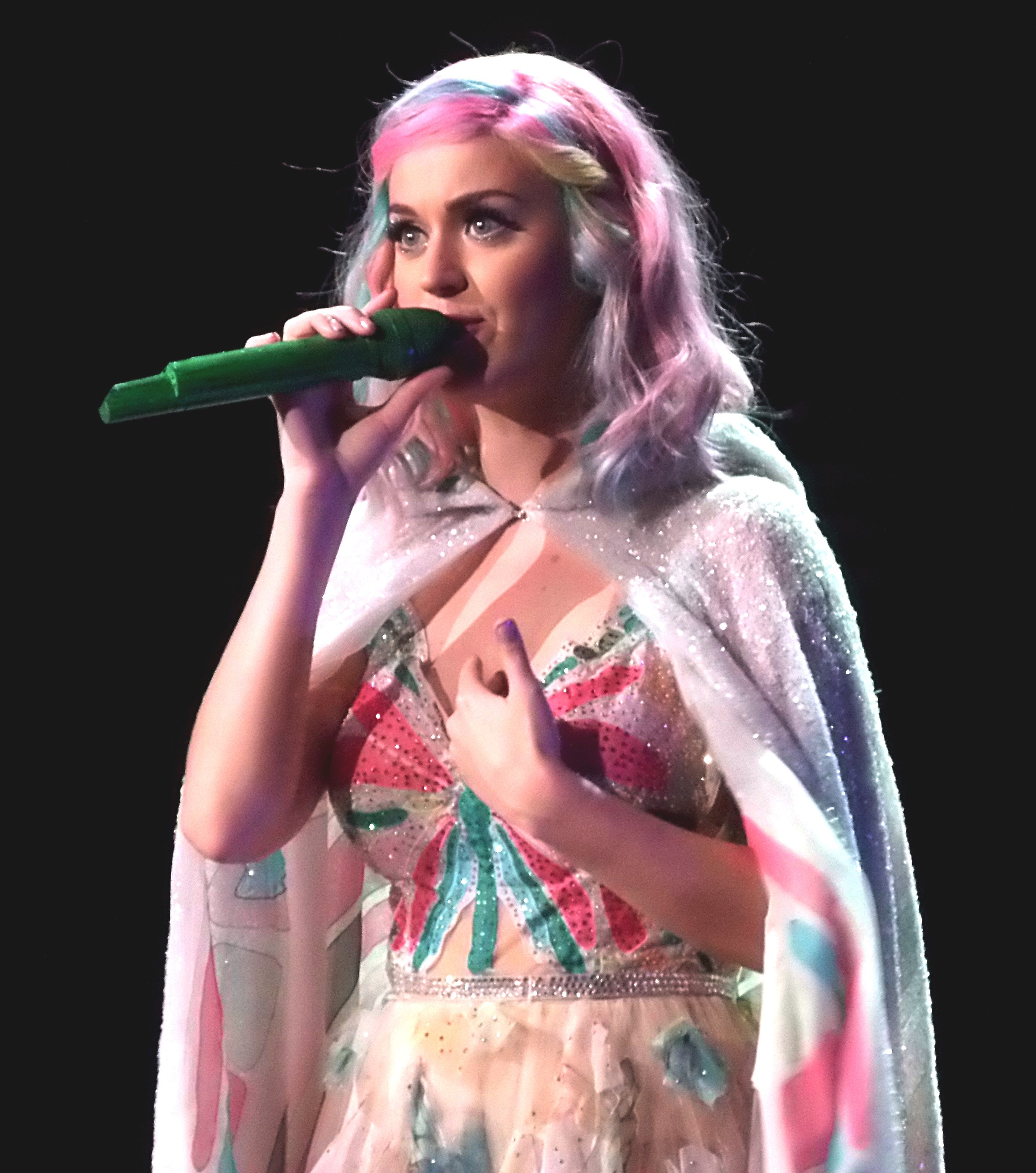
کیتی پری با سه بار نامزدی، سابقهٔ بیشترین نامزدی را در این بخش دارد.

| ۲۰۱۳ | ادل           | پادشاهی متحده | "باران را به آتش کشیدن (زنده)"       | - "قوی‌تر (چیزی که تو رو نمیکشه)" اجرا از کلی کلارسون - "به من شاید زنگ بزن" اجرا از کارلی ری جپسن - "کاملاً هوشیار" اجرا از کیتی پری - "کجا بوده‌ای" اجرا از ریانا                                         |       |
| ۲۰۱۴ | لرد (خواننده) | نیوزیلند      | "سلطنتی‌ها (ترانه)"                   | - "Brave" اجرا از سارا باریلز - "وقتی که من مردت بودم" اجرا از برونو مارس - "غرش (ترانه)" اجرا از کیتی پری - "آینه‌ها (ترانه جاستین تیمبرلیک)" اجرا از جاستین تیمبرلیک                                    |       |
| ۲۰۱۵ | فارل ویلیامز  | ایالات متحده  | "خوشحال (ترانه فارل ویلیامز) (زنده)" | - "تمام من (ترانه جان لجند) (زنده)" اجرا از جان لجند - "چلچراغ (ترانه سیا)" اجرا از Sia - "با من بمان (ترانه سم اسمیت) " اجرا از سم اسمیت - "از ذهنم پاکش کنم (ترانه تیلور سوئیفت)" اجرا از تیلور سوئیفت | [ ۲ ] |
| ۲۰۱۶ | اد شیرن       | پادشاهی متحده | "بلند بلند فکر کردن (ترانه اد شیرن)" | - "Heartbeat Song" اجرا از کلی کلارکسون - "واقعاً عاشقم باش" اجرا از الی گولدینگ - "فضای خالی" اجرا از تیلور سوئیفت - "صورتم را نمی‌توانم حس کنم" اجرا از د ویکند                                          | [ ۳ ] |

|}